# Jean-Philippe Cotis
Pour les articles homonymes, voir Cotis.
Jean-Philippe Cotis, né le 24 septembre 1957 à Suresnes et mort le 11 juin 2023 à Paris, est un haut fonctionnaire et un économiste français. 
Spécialiste des politiques macroéconomiques, il a été directeur général de l'Institut national de la statistique et des études économiques (Insee) d'octobre 2007 à mars 2012. À partir de cette date, il est conseiller maître à la Première chambre de la Cour des comptes.

## Biographie
Ancien élève du Lycée privé Sainte-Geneviève, diplômé de l'École supérieure des sciences économiques et commerciales (ESSEC), ancien élève de l'École nationale d'administration (ENA) - promotion Henri-François d'Aguesseau (1982).
Jean-Philippe Cotis est marié et père de trois enfants. Il est mort le 11 juin 2023 « au terme d'une longue maladie ».

## Parcours professionnel
Administrateur civil, Jean-Philippe Cotis est entré au ministère de l'Économie en 1982. Après plusieurs postes à la direction de la Prévision, il part travailler deux ans au Fonds monétaire international (FMI) (1986-1988). Il est « conseiller économique du ministre » de 1993 à 1994. En 1995, il a contribué à organiser, pour le compte du Gouvernement français, le G7-Emploi de Lille (1995). De 1997 à 2002, il est directeur de la Prévision.
De 2002 à 2007, il est économiste en chef (« chief économist ») de l'OCDE, directeur du département des Affaires Économiques. 
Il est nommé directeur général de l’Insee lors du Conseil des ministres du 17 octobre 2007.
Il est ensuite responsable de la recherche économique à la banque BNP Paribas.
Il a été membre de la Commission pour la libération de la croissance française dite Commission Attali qui a remis son rapport au président de la République le 23 janvier 2008. Il est à noter que le rapport prône la transformation de l'Insee en agence (il n'est pas certain que cela représente l'avis personnel de Jean-Philippe Cotis).
Par décret du 22 février 2012, il a été remplacé à la direction générale de l'Insee par Jean-Luc Tavernier à compter du 5 mars 2012. 
Par décret du 22 février 2012, il a été nommé conseiller maître à la Cour des comptes.

## Crise économique de 2008
A la fin du mois de mai 2007, Jean-Philippe Cotis, alors économiste en chef de l'OCDE, écrivait : 
« Dans ses Perspectives économiques de la fin de l'automne, l'OCDE considérait que le ralentissement américain ne constituait pas un signe annonciateur d'une période de faiblesse économique au niveau mondial, comme ce fut le cas, par exemple, en 2001. Il faut plutôt s'attendre à un léger rééquilibrage, où l'Europe reprendra aux Etats-Unis le rôle de moteur de la croissance des pays de l'OCDE.
La conjoncture récente a confirmé plus ou moins ce pronostic. En effet, la situation économique actuelle est, de bien des manières, meilleure que ce que l'on a connu depuis des années. Dans ce contexte, nous sommes restés fidèles au scénario de rééquilibrage. Notre prévision majeure reste en effet plutôt optimiste : un atterrissage en douceur des Etats-Unis, une reprise forte et soutenue en Europe, une tendance solide au Japon et une activité dynamique en Chine et en Inde. Conformément à des  tendances récentes, la croissance soutenue des économies de l'OCDE devrait être accompagnée de créations d'emploi nombreuses et d'une chute du chômage ».

## Enseignement
Jean-Philippe Cotis enseigne la politique économique à l'ENA, à Sciences Po et à l'Université de Paris I (Sorbonne).

## Travaux de recherche
Les travaux de Jean-Philippe Cotis ont porté pour l'essentiel sur les marchés du travail, les politiques macroéconomiques et la fiscalité.

## Rapport sur la création d'un pôle statistique déconcentré à Metz
Il est chargé en 2008 en association avec Jean-Pierre Duport, de réaliser un rapport sur la création d'un pôle statistique déconcentré à Metz. Il y émet de sensibles réserves et s'y prononce pour une interprétation minimaliste des directives gouvernementales en ce domaine.

## Rapport sur le partage de la valeur ajoutée
En mai 2009, Jean-Philippe Cotis a remis au président de la République Nicolas Sarkozy un rapport consacré au « Partage de la valeur ajoutée, partage des profits et écarts de rémunérations en France ». Commandé par Nicolas Sarkozy au lendemain du sommet social du 18 février 2009, ce rapport porte sur le partage entre salaires et profit dans l’économie française.
Selon ces travaux, le partage entre les salaires et les profits est stable depuis la fin des années 1980. Cependant, les salaires, qui représentaient les trois quarts de la valeur ajoutée au début des années 1980, sont revenus à leur niveau des années 1950, soit environ les deux tiers. La part des salaires dans ce partage serait en train de remonter depuis 2008. 
Selon le rapport Cotis, « Il y a eu une stabilité parfaite entre 1987 et 2007, une forte baisse si on se réfère au point haut de 1982 (mais dont on admet généralement qu’il n’était pas un point d’équilibre), et une faible baisse si on se réfère à la période d’avant 1974, pour autant que la comparaison à des dates aussi éloignées puisse être pertinente.» .
Cependant, la stabilité de la répartition entre salaires et profit cache des inégalités salariales très fortes. « La croissance des salaires nets depuis vingt ans est extrêmement faible ». 
Cette faible croissance est cependant inégale. Ceux qui ont eu vu leur salaire progresser plus que la moyenne sont aux deux extrémités de l’échelle. Les 10 % les moins payés ont légèrement profité du petit effet d’entraînement de la hausse du SMIC, tandis que les très hauts salaires ont fortement augmenté. 
Le développement du travail précaire, de l’intérim et du temps partiel explique que la progression du salaire par tête est quasiment nulle. En effet, l’intérim, les contrats à durée déterminée (CDD) et tous les emplois précaires sont beaucoup plus nombreux au bas de l’échelle des revenus, où les salariés alternent période d’emploi et de chômage. 
Par contre, les 10 % de plus hauts revenus marquent un écart beaucoup plus fort, puisque la part de revenus non salariaux, c’est-à-dire issus d’un patrimoine immobilier ou d’un portefeuille d’actifs financiers, est nettement plus importante chez les cadres dirigeants que chez les autres catégories de salariés.
« La part de la masse salariale perçue par les 1 % les plus riches (soit environ 130 000 individus) s’est accrue d’un point en dix ans, passant de 5,5 % en 1996 à 6,5 % en 2006. » Le partage de la valeur ajoutée apparait également très inégalitaire selon la taille et le secteur des entreprises. 
Pratiquement aucun pays développé ne suit le même profil de courbe que celle de la France. Mais, pratiquement tous les pays se retrouvent dans la même situation en 2008, avec une part de la valeur ajoutée versée aux salaires légèrement inférieure à celle des années 1960.
La part de la valeur ajoutée consacrée au profit est stable depuis vingt ans. Cependant, son utilisation a connu de très fortes évolutions, notamment à cause du désendettement des entreprises françaises depuis les années 1980. « La charge d’intérêts s’est ainsi réduite, essentiellement au profit des versements de dividendes. » Ce constat cache d’importantes disparités, en particulier entre grandes entreprises et PME, car 16 % de ces dernières versent des dividendes.
Par ailleurs, le rapport Cotis montre que l’intéressement et la participation n’ont qu’une place très marginale dans la redistribution des profits.
Le Président Nicolas Sarkozy souhaite que les partenaires sociaux lui fassent part de leurs propositions sur les thèmes du «partage de la valeur ajoutée» soulevés par le rapport Cotis avant le 15 juillet 2009.
Selon Pierre-Yves Geoffard, directeur de recherche au CNRS et professeur à la Paris School of Economics (PSE), cette étude ne prend pas en compte l’ensemble des revenus des ménages et ne reflète pas l’évolution des inégalités de revenus. Si l’on raisonne en termes de ménages, et non plus de salaires individuels, les inégalités sont non seulement plus fortes mais se sont également creusées, surtout entre le milieu et le haut de l’échelle. Les riches ayant tendance à se marier entre eux, l’écart réel entre un couple parmi les 10 % les plus riches et une famille monoparentale dont les revenus se situent dans les 10 % les plus bas est sans commune mesure avec le rapport de 1 à 3,5 observé quand on compare les seuls salaires de référence.

## Décorations
- Chevalier de la Légion d'honneur (JO du 1er janvier 2009)[14]

.